# Giovanni Pieraccini

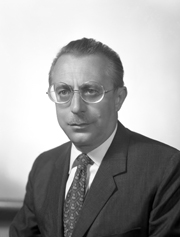
Giovanni Pieraccini (1972)

Giovanni Pieraccini (* 25. November 1918 in Viareggio, Provinz Lucca; † 14. Juli 2017 ebenda) war ein italienischer Journalist und Politiker der Sozialistischen Partei Italiens PSI (Partito Socialista Italiano), der von 1948 bis 1968 Mitglied der Abgeordnetenkammer (Camera dei deputati) sowie zwischen 1968 und 1976 Mitglied des Senats (Senato della Repubblica) war. Er bekleidete zudem zahlreiche Ministerämter und war zwischen 1963 und 1964 Minister für öffentliche Arbeiten, von 1964 bis 1967 Minister für den Haushalt, zwischen 1967 und 1968 Minister für den Haushalt und Wirtschaftsprogramme, von 1973 bis 1974 Minister für die Handelsmarine sowie 1974 Minister ohne Geschäftsbereich für die Koordinierung wissenschaftlicher und technologischer Forschungsinitiativen.

## Leben

### Studium, Journalist und Mitglied der Abgeordnetenkammer
Giovanni Pieraccini absolvierte nach dem Schulbesuch ein Studium der Rechtswissenschaften am Collegio Mussolini per le scienze corporative, der heutigen Elitehochschule Scuola Superiore Sant’Anna di Studi Universitari e di Perfezionamento, welches damals von Giuseppe Bottai, Ugo Spirito und Luigi Volpicelli geleitet wurde. Zu den Absolventen der 1930er Jahre gehörten neben ihm die späteren Minister Paolo Emilio Taviani, Mario Ferrari Aggradi und Achille Corona, der spätere Unterstaatssekretär Danilo De’ Cocci sowie zahlreiche Abgeordnete und Senatoren. Nachdem er sein Studium mit einem Laurea in giurisprudenza abgeschlossen hatte, war er als Journalist für die Tageszeitungen La Nazione del Popolo und Il Nuovo corriere tätig.
Bei den Wahlen vom 18. April 1948 wurde Pieraccini für die Sozialistische Partei Italiens PSI (Partito Socialista Italiano) im Wahlkreis Florenz zum ersten Mal zum Mitglied der Abgeordnetenkammer (Camera dei deputati) gewählt. In der darauf folgenden ersten Legislaturperiode (1948 bis 1953) war er zwischen dem 15. Juni 1948 und dem 1. Juli 1950 Mitglied der Kommission für Industrie und Handel (X Commissione (Industria e Commercio)) sowie vom 1. Juli 1950 bis zum 24. Juni 1953 Mitglied der Kommission für Finanzen und Schatz (IV Commissione (Finanze e Tesoro)). Daneben fungierte er zwischen dem 18. Juli 1950 und dem 24. Juni 1953 als Sekretär des Rates für Handelsverträge und Zollrecht (Giunta per i trattati di commercio e la legislazione doganale).

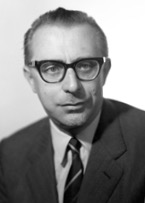
Giovanni Pieraccini

Giovanni Pieraccini wurde für den PSI im Wahlkreis Florenz bei den Wahlen vom 7. Juni 1953 wieder zum Mitglied der Abgeordnetenkammer gewählt. In der zweiten Legislaturperiode (1953 bis 1958) war er zwischen dem 1. Juli 1953 und dem 11. Juni 1958 weiterhin Mitglied der Kommission für Finanzen und Schatz sowie außerdem vom 6. Oktober 1953 bis zum 11. Juni 1958 auch wieder Sekretär des Sekretär des Rates für Handelsverträge und Zollrecht. Darüber hinaus war er zwischen dem 6. Oktober 1953 und dem 11. Juni 1958 Sekretär der Parlamentarischen beratenden Kommission für die Stellungnahme zum neuen allgemeinen Zolltarif (Commissione parlamentare consultiva per il parere sulla nuova tariffa generale dei dazi doganali) und vom 12. Dezember 1953 bis zum 11. Juni 1958 Sekretär der Sonderkommission zur Prüfung des Gesetzesvorschlags Nr. 427 von Armando Angelini zur Gemeinnützigkeitserklärung und Regeln für die Enteignung stillgelegter Industriebetriebe (Commissione speciale per l’esame della proposta di legge Armando Angelini n. 427: Dichiarazione di pubblica utilità e norme per l’espropriazione degli stabilimenti industriali inattivi). Ferner fungierte er zwischen dem 18. Januar 1955 und dem 11. Juni 1958 auch als Sekretär der Parlamentarischen Beratungskommission für die Stellungnahme zu den delegierten Bestimmungen zur Neuordnung der Beamten und sonstigen Staatsbediensteten (Commissione parlamentare consultiva per il parere sulle norme delegare relative al nuovo status degli impiegati civili e degli altri dipendenti dello Stato).
Bei den Wahlen am 25. Mai 1958 wurde Pieraccini abermals zum Mitglied der Abgeordnetenkammer gewählt. In der dritten Legislaturperiode (1958 bis 1963) war er anfangs vom 12. Juni 1958 bis zum 30. Juni 1960 weiterhin Mitglied der Kommission für Finanzen und Schatz und danach zwischen dem 1. Juli 1960 und dem 15. Mai 1963 Mitglied der Kommission für Auswärtiges (III Commissione (Esteri)). Zugleich gehörte er vom 1. Juli 1960 bis zum 30. Juni 1961 auch der Kommission für Hygiene und öffentliche Gesundheit (XIV Commissione (Igiene e sanità pubblica)) als Mitglied an.

### Minister und Senator

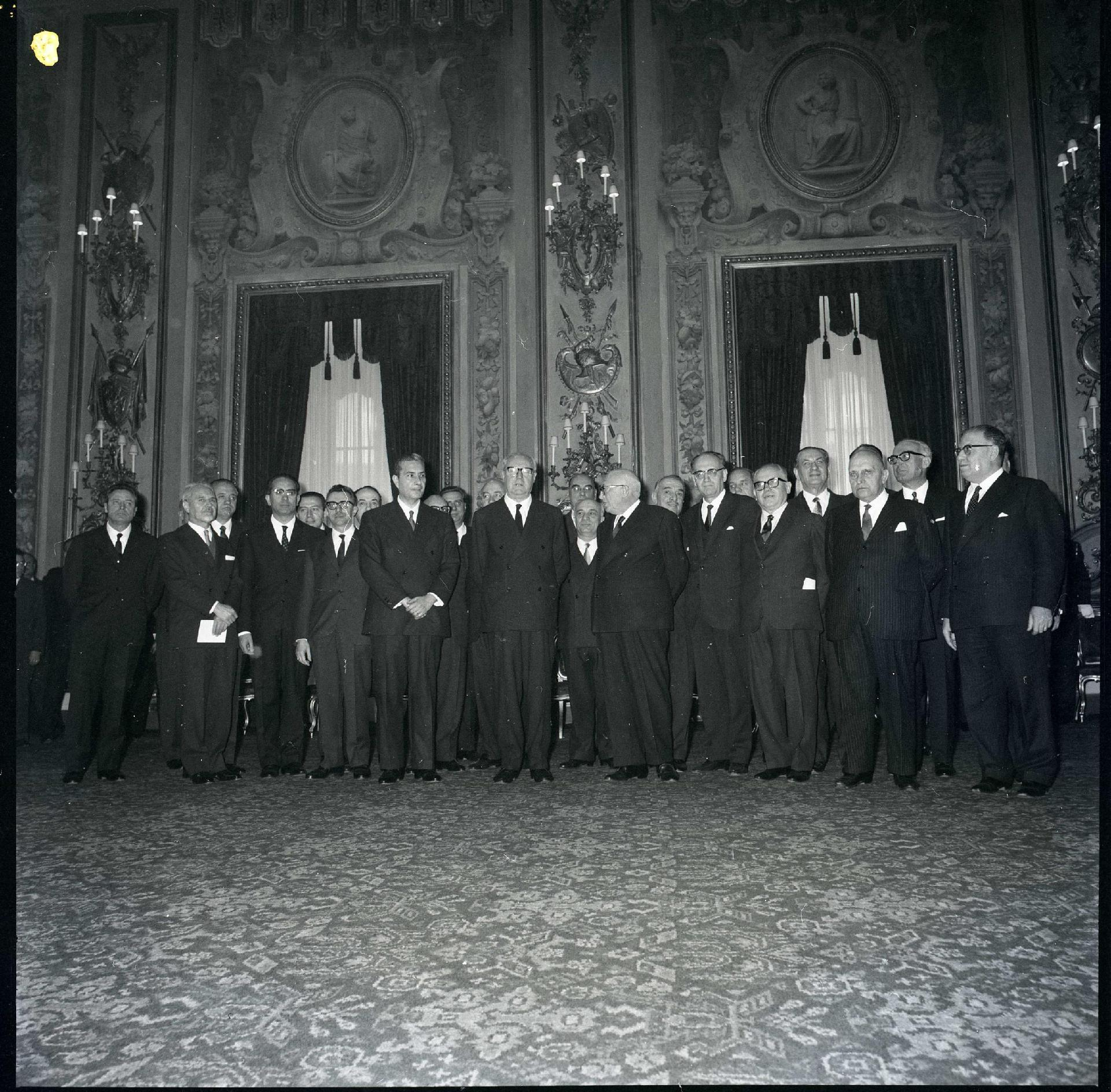
Kabinett Moro III (1966)

Giovanni Pieraccini wurde bei den Wahlen am 28. April 1963 noch einmal für den PSI im Wahlkreis Florenz erneut zum Mitglied der Abgeordnetenkammer gewählt. Während der vierten Legislaturperiode (1963 bis 1968) war er zwischen dem 1. Juli 1963 und dem 20. Januar 1964 weiterhin Mitglied der Kommission für Auswärtiges. Im Kabinett Moro I übernahm er am 4. Dezember 1963 den Posten als Minister für öffentliche Arbeiten (Ministro dei lavori pubblici) und hatte diesen bis zum 22. Juli 1964 inne. Anschließend fungierte er im Kabinett Moro II (22. Juli 1964 bis 23. Februar 1966) sowie anschließend im Kabinett Moro III als Minister für den Haushalt (Ministro del bilancio) beziehungsweise vom 22. Februar 1967 bis zum 24. Juni 1968 als Minister für Haushalt und Wirtschaftsprogramme (Ministro del Bilancio e programmazione economica). Am 17. November 1966 schloss er sich der neu gebildeten gemeinsamen Fraktion von PSI und Sozialistisch-Demokratischer Partei Italiens PSDI (Partito Socialista Democratico Italiano) an.
Nach zwanzigjähriger Mitgliedschaft in der Abgeordnetenkammer wurde Pieraccini bei den Wahlen am 19. und 20. Mai 1968 für die Region Toskana erstmals zum Mitglied des Senats (Senato della Repubblica) gewählt. In der fünften Legislaturperiode (1968 bis 1972) war er daraufhin vom 5. bis 17. Juli 1968 zunächst kurzzeitig Mitglied der Ständigen Kommission für Finanzen und Schatz (5ª Commissione permanente (Finanze e tesoro)) sowie zwischen dem 18. Juli 1968 und dem 21. Februar 1969 Präsident der Ständigen Kommission für Industrie, Binnen- und Außenhandel und Tourismus (9ª Commissione permanente (Industria, commercio interno ed estero, turismo)). Danach war er vom 14. Januar 1969 bis zum 24. Mai 1972 Mitglied der Ständigen Kommission für Auswärtige Angelegenheiten (3ª Commissione permanente (Affari esteri)) sowie zugleich vom 18. Februar 1969 bis zum 24. Mai 1972 Mitglied des Rates für Geschäftsordnung (Giunta per il regolamento). Er war seit dem 13. Januar 1969 wiederum Mitglied der PSI-Fraktion, nachdem die bisherige gemeinsame PSI-PSDI-Fraktion umbenannt wurde.
Giovanni Pieraccini wurde bei den Wahlen am 7. Mai 1972 wieder zum Mitglied des Senats gewählt und gehörte diesem bis zum 4. Juni 1976 an. In dieser sechsten Legislaturperiode (1972 bis 1976) war er zunächst zwischen dem 4. Juli 1972 und dem 6. Juli 1973 weiterhin Mitglied des Rates für Geschäftsordnung sowie außerdem vom 4. Juli 1972 bis zum 10. Juli 1974 auch wieder Mitglied der Ständigen Kommission für Auswärtige Angelegenheiten. Er war zwischen dem 26. Mai 1972 und dem 6. Juli 1973 Präsident der PSI-Fraktion im Senat. Am 6. Juli 1973 übernahm er im Kabinett Rumor IV das Amt des Ministers für die Handelsmarine (Ministro della marina mercantile) und hatte dieses bis zum 13. März 1974 inne. Im darauf folgenden Kabinett Rumor V bekleidete er vom 14. März bis 22. November 1974 das Amt als Minister ohne Geschäftsbereich für die Koordinierung wissenschaftlicher und technologischer Forschungsinitiativen (Ministro senza portafoglio per il coordinamento delle iniziative per la ricerca scientifica e tecnologica). Er war darüber hinaus zwischen dem 11. Juli 1974 und dem 4. Juli 1976 Mitglied der Ständigen Kommission für öffentlichen Unterricht (7ª Commissione permanente (Istruzione pubblica)) sowie vom 12. März bis zum 2. Oktober 1975 erst Mitglied und danach zwischen dem 3. Oktober 1975 und dem 4. Juli 1976 Vizepräsident der Delegierten Normenkommission des Ministeriums für kulturelles Erbe und Umwelt(Commissione norme delegate ministero beni culturali e ambientali). 
Nach seinem Ausscheiden aus Regierung und Senat war er zehn Jahre lang Präsident des Versicherers INA Assitalia sowie Geschäftsführer der SEC-Werft in Viareggio, die Schiffe für den internationalen Markt baute. 1986 gründete er zusammen mit Jean-Marie Drot, Direktor der Französischen Akademie in Rom (Académie de France à Rome), RomaEuropa, aus dem das Romaeuropa Festival hervorging, eines der zehn wichtigsten europäischen Kulturfestivals mit Teilnehmern aus vielen Ländern. Er war mit der Kunstsammlerin Vera Verdiani verheiratet.

## Veröffentlichungen
- L’artigianato e la programmazione, Rom 1966
- Socialismo e riformism. Un dialogo fra passato e presente, Mitautor Fabio Vander, Genua 2006
- Scritti su Viareggio e la Versilia, 2007
- 1986–2010: 25 anni di Romaeuropa Festival, Mitautorin Ada d’Adamo, 2010

## Hintergrundliteratur
- Ginevra Avalle (Herausgeberin): Ritratto di una generazione. Il Collegio Mussolini come „Universitas personarum“. Lettere a Giovanni Pieraccini (1937–1943), Manduria 2014
- Gianni Silei: Un banco di prova. La legislazione sul Vajont dalle carte di Giovanni Pieraccini (1963–1964), 2016
- Luca Giannelli: L’Arno dà di fòri, 2016
- Alessandro Giacone: Giovanni Pieraccini nel socialismo riformista italiano, in: Quaderni del Circolo Rosselli, 4/2018